# Veraguai mangókolibri
A veraguai mangókolibri (Anthracothorax veraguensis) a madarak osztályának sarlósfecske-alakúak (Apodiformes) rendjébe és a kolibrifélék (Trochilidae) családjába tartozó faj.

## Rendszerezése
A fajt Heinrich Gottlieb Ludwig Reichenbach német botanikus és ornitológus írta le 1855-ben. Nevét a panamai Veraguas tartományról kapta.

## Előfordulása
Panama területén biztosan honos, Costa Ricai jelenléte valószínű, de még ellenőrizni kell. Természetes élőhelyei a szubtrópusi és trópusi síkvidéki száraz bokrosok és legelők.

## Megjelenése
Testhossza 12 centiméter.

## Életmódja
Nektárral táplálkozik.

## Természetvédelmi helyzete
Az elterjedési területe kicsi, egyedszáma ugyan ismeretlen, de még nem ad okot aggodalomra. A Természetvédelmi Világszövetség Vörös listáján nem fenyegetett fajként szerepel.